# 穂国造
穂国造（ほのくにのみやつこ・ほこくぞう）は、穂国（三河国東部東三河）を支配した国造。

## 概要

### 表記
『古事記』では穂別君（ほのわけのきみ）とあり、『先代旧事本紀』「天孫本紀」には三川穂国造、「国造本紀」には穂国造とある。

### 祖先
- 『古事記』では丹波比古多多須美知能宇斯王の子・朝廷別王が穂別君の祖とされる。
- 『先代旧事本紀』「天孫本紀」では葛城襲津彦の4世孫・菟上足尼を穂国造に任命したと伝わる。

### 氏族
氏姓不明。
『豊橋市史』によれば、『古事記』の開化天皇条で朝廷別王（丹波道主王の子）が「三川の穂の別の祖ぞ」と書かれているのが穂国造のはじまりとされる。一説には丹波道主王の子は景行天皇時代に穂国へ入ったともある。また『先代旧事本紀』巻十国造本紀の穂国造条に、雄略天皇朝に葛城襲津彦4世孫の菟上足尼（うなかみのすくね）を穂国造に任じたとあるため、国造の交替があったとする説がある。
奈良県明日香村石神遺跡から出土し、評制下の7世紀後半と見られ宝飯郡成立に関する最古の史料とされる木簡に、「三川穂評穂里穂ア佐」とあり、意味は「三河（国）穂評（ほのこおり）穂里（ほのさと）の穂部佐（ほべのたすく）」という人名であると解釈されている。「穂の里」という地名の存在を示すものであり、穂国造の存在を研究する有用な資料とされる。
『先代旧事本紀』は平安時代に書かれた偽書とされるが、偽造部分はあくまでも序文であり、「国造本紀」などの史料価値は認められている。一方当該史料にも後世の混入記事など混乱も見られ、史料としての取り扱う際には注意を要する。そのため、上述のように国造系譜の混乱などからも『先代旧事本紀』の「国造本紀」に書かれた穂国造の設置時期には信頼性の面で問題がある。そもそも『古事記』では国造が設置されたのは成務天皇の時代であり、雄略天皇の時代には国造に関する記述はない。
また、役職名たる国造の存在だけしか確認できず、設置時期や正確な支配領域に関しては不明な点が多い。
愛知県豊川市の宮道天神社には、日本武尊の子・建貝児王の子・宮道宿禰速麿が穂県主となり、その子孫が建貝児王を祀ったのが宮道天神社であるという伝承がある。

## 本拠
古墳時代に三河東部の豊川流域、主に宝飯郡あたりを本拠とした。

### 支配領域
国造の支配領域は当時穂国と呼ばれた地域、後の律令国の三河国宝飯郡（穂評）（後に分割された設楽郡も含む）、八名郡、渥美郡（飽海評）の一部、渥美半島の基幹部の梅田川流域にかけてが、有力な支配領域範囲と考えられている。また渥美郡磯部郷は国造族に関係したものと考えられる。東三河全域を穂国とする説もある。ただし、『太神宮諸雑事記』第一巻「垂仁天皇寿百卌には、三河国造が渥美郡の渥美神戸を寄進した」とあり、渥美郡は三河国造の支配領域である可能性がある。
なお大化の改新以後、穂国造と三河国造との領域を合わせて、三川国（三河国）が設置されたとされる。

## 成立時期
国造本紀によれば、三河国造・遠淡海国造・尾張国造など多くの国造が成務天皇朝に任命されたのに対し、穂国造は遥かに遅れて雄略天皇朝に任命されたこととなっている。一方、『先代旧事本紀』の巻五天孫本紀によれば、成務朝の物部胆咋宿禰（もののべのいくいのすくね）が三川穂国造の美己止直（みことのあたい）妹の伊佐姫（いさひめ）を娶ったという。

## 氏神
三河国一宮である砥鹿神社か。社伝によると、社家の草鹿砥氏は穂別命の後裔であるといい、この一族は穂別命と同族の日下部連の後裔と考えられており、神社は穂国造が奉祭したものと推定されている。また『三河國一宮砥鹿神社誌』では祭神に朝廷別王を数える。

### 関連神社
- 多美河津神社（たみかわつじんじゃ）
愛知県豊川市宿町宮脇に鎮座する神社で、朝廷別王を祀る。
- 形原神社（かたはらじんじゃ）
愛知県蒲郡市形原町に鎮座する式内社で、朝廷別命を祀る。

### 墓
- 断上10号墳（だんじょうじゅうごうふん）
新城市竹広にある全長50メートルの前方後方墳。
- 市杵島神社古墳（いちきしまじんじゃこふん）
豊橋市牟呂市場町にある全長55メートルの前方後方墳で、二重口縁壺の出土がした。
- 船山1号墳（ふなやまいちごうふん）
豊川市八幡町にある全長95メートルの前方後円墳で、5世紀後期の築造で菟上足尼の墓とする説がある[15]。
- 馬越長火塚古墳（まごしながひづかこふん）
豊橋市石巻本町にある全長70メートルの前方後円墳で、古墳時代後期の築造。周囲には複数の前方後円墳や前方後方墳、円墳が点在する。